# Fındığan
Fındığan è un comune dell'Azerbaigian situato nel distretto di Xızı. Conta una popolazione di 405 abitanti.